# Saint-Benoît (Alpes-de-Haute-Provence)
Saint-Benoît ist eine französische Gemeinde mit 166 Einwohnern (Stand 1. Januar 2022) im Département Alpes-de-Haute-Provence in der Region Provence-Alpes-Côte d’Azur. Sie gehört zum Kanton Castellane im Arrondissement Castellane.

## Geografie
Die angrenzenden Gemeinden sind Castellet-lès-Sausses im Nordosten, Entrevaux im Südosten, Ubraye im Südwesten, Annot im Westen und Braux im Nordwesten. Durch Saint-Benoît fließt der Coulomp. Der Dorfkern liegt auf 720 m.
Die Ortschaft wird durch die Bahnstrecke Nizza–Digne-les-Bains bedient.

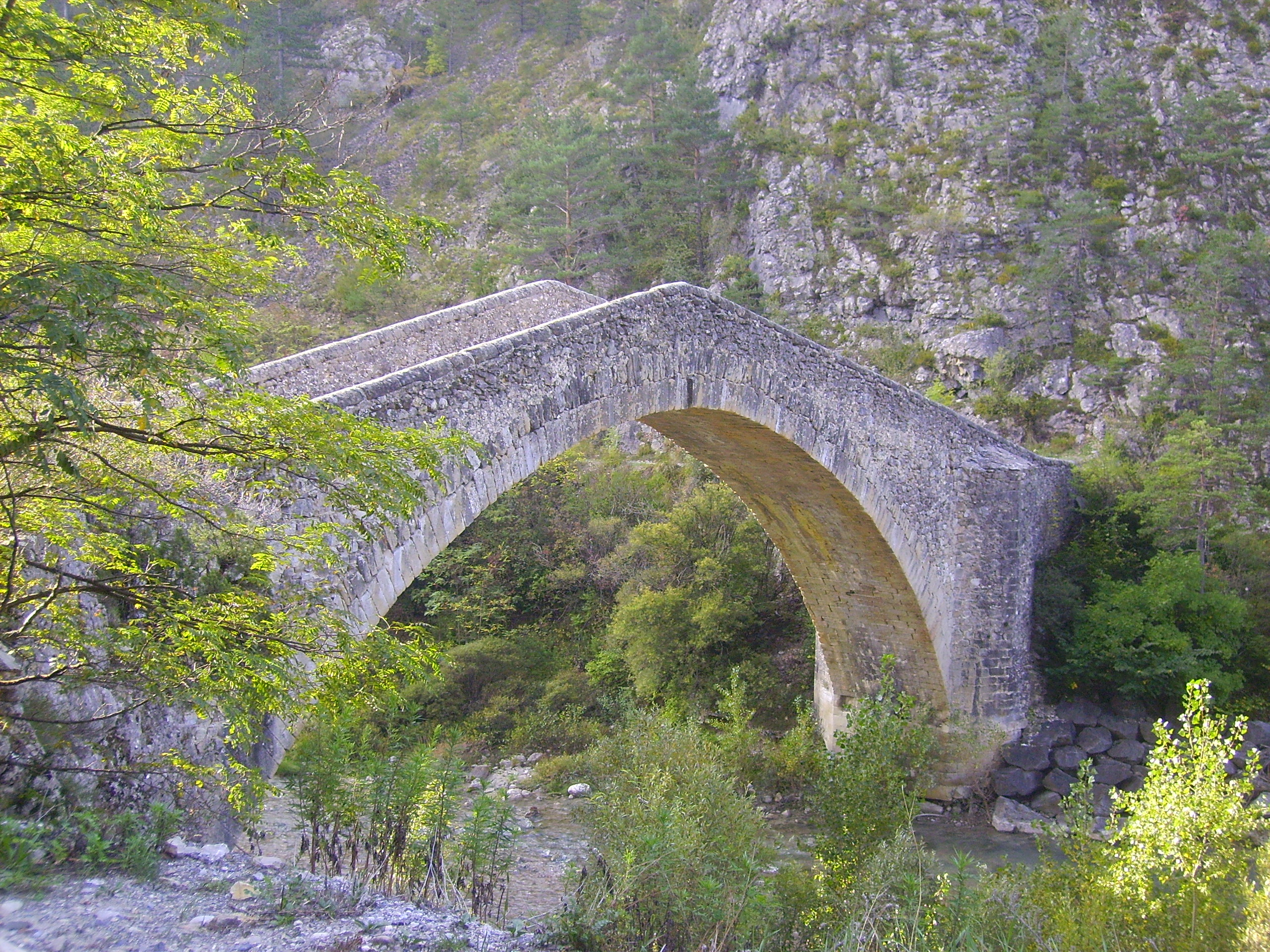
Pont de la reine Jeanne, Brücke über den Coulomp

## Bevölkerungsentwicklung
| Jahr      | 1962 | 1968 | 1975 | 1982 | 1990 | 1999 | 2006 | 2012 |
| --------- | ---- | ---- | ---- | ---- | ---- | ---- | ---- | ---- |
| Einwohner | 97   | 71   | 54   | 66   | 85   | 112  | 122  | 132  |

## Baudenkmäler
Siehe: Liste der Monuments historiques in Saint-Benoît